# Sebastián Rodríguez (chilijski piłkarz)
Sebastián Rodríguez (ur. 2 sierpnia 1976 w Punta Arenas) – chilijski piłkarz występujący na pozycji napastnika.

## Kariera klubowa
Karierę na poziomie seniorskim rozpoczął w 1993 roku w CD Universidad Católica, w którym spędził trzy sezony. W 1996 roku przeniósł się do Stanów Zjednoczonych, gdzie zaczął studia na North Carolina State University. W trakcie edukacji występował w uniwersyteckim zespole NC State Wolfpack, gdzie pełnił funkcję kapitana zespołu. Po graduacji Rodríguez powrócił do Chile i przez pół roku występował w drugoligowym Deportes Iquique.
W listopadzie 2000 roku przeszedł do grającego w niemieckiej Regionallidze Nord zespołu KFC Uerdingen 05, prowadzonego przez Josa Luhukaya. Przez dwa sezony pełnił rolę rezerwowego napastnika; łącznie rozegrał on 40 ligowych spotkań, w których zdobył 12 bramek. Z powodu kłopotów finansowych klubu nie przedłużono z nim wygasającej latem 2002 roku umowy. Przed rundą jesienną sezonu 2002/03 odbył testy w Pogoni Szczecin, które zakończyły się podpisaniem kontraktu. 3 sierpnia 2002 zadebiutował w I lidze w przegranym 0:5 meczu z Zagłębiem Lubin. Pod koniec sezonu sztab szkoleniowy zdecydował się rozwiązać z nim umowę. Ogółem rozegrał on dla Pogoni 3 ligowe spotkania, nie zdobył żadnej bramki. Po odejściu z klubu nie kontynuował kariery zawodniczej.

## Życie prywatne
W latach 1996–1999 studiował na North Carolina State University, gdzie uzyskał bakalaureat na kierunku Zarządzanie Parkami, Rekreacją i Turystyką (ang. Parks, Recreation & Tourism Management). Po zakończeniu kariery piłkarskiej kontynuował edukację na Pontificia Universidad Católica de Chile (2004–2005), gdzie uzyskał tytuł Master of Business Administration i zajął się działalnością w branży marketingowej. Posługuje się biegle trzema językami: angielskim, hiszpańskim i niemieckim.